# Хлорамбуцил
Хлорамбуцил — цитостатический препарат алкилирующего действия. Производное бис-β-хлорэтиламина.

## Фармакологическое действие
Хлорамбуцил относится к ароматическим производным азотистого иприта и действует как бифункциональный алкилирующий препарат. Алкилирование происходит посредством образования высокоактивных радикалов этиленимина. Вероятно, происходит перекрестное связывание радикалов этиленимина со спиралью ДНК и последующее нарушение процесса репликации ДНК.

## Фармакокинетика
Препарат хорошо всасывается из ЖКТ. Cmax (492±160 нг/мл) достигаются через 0,25−2 ч после приема. T1/2 составляет в среднем 1,3±0,5 ч. Связь с белками плазмы — 99 %.
После приема внутрь хлорамбуцила, меченого 14С, максимальная радиоактивность плазмы отмечается через 40-70 мин. Хлорамбуцил выводится из плазмы крови в среднем через 1,5 ч.
Быстро и полностью метаболизируется в печени (метаболизм связан с S-окислением боковой цепи масляной кислоты) до фармакологически активного метаболита фенилуксусного иприта (бис-2-хлорэтил-2(4-аминофенил)-ацетиловой кислоты). Выводится почками — 15-60 %. T1/2 составляет в среднем 1.8±0.4 ч. AUC бис-2-хлорэтил-2(4-аминофенил)-ацетиловой кислоты приблизительно в 1,33 раза превышает AUC хлорамбуцила, что подтверждает алкилирующую активность метаболита.
Плохо проникает через ГЭБ. Проходит через плацентарный барьер.

## Показания к применению хлорамбуцила
- лимфогранулематоз (болезнь Ходжкина);
- злокачественные лимфомы (в том числе лимфосаркома);
- хронический лимфолейкоз;
- макроглобулинемия Вальденстрема.

## Режим дозирования
При лимфоцитарной инфильтрации костного мозга или в случае гипоплазии костного мозга суточная доза хлорамбуцила не должна превышать 0.1 мг/кг массы тела.
Хлорамбуцил обычно является одним из компонентов комбинированной терапии, в связи с чем при выборе доз и режима введения препарата следует обращаться к специальной литературе. Хлорамбуцил принимается внутрь. Таблетки не следует делить на части.

### Лимфогранулематоз
В виде монотерапии хлорамбуцил применяют обычно в дозе 0.2 мг/кг в течение 4-8 недель.

### Неходжкинские лимфомы
В виде монотерапии хлорамбуцил обычно применяют первоначально в дозе 0.1-0.2 мг/кг в течение 4-8 недель; затем проводят поддерживающую терапию или в меньшей суточной дозе, или прерывистыми курсами.

### Хронический лимфолейкоз
Начальная доза хлорамбуцила составляет 0.15 мг/кг до тех пор, пока общее число лейкоцитов крови не снизится до 10000/мкл. Через 4 недели после окончания первого курса терапии лечение можно возобновить в поддерживающей дозе 0.1 мг/кг.

### Макроглобулинемия Вальденстрема
Хлорамбуцил является препаратом выбора. Начальная доза составляет 6-12 мг/кг ежедневно, а после развития лейкопении рекомендуется перейти на поддерживающую терапию в дозе 2-8 мг/кг ежедневно в течение неопределенного периода времени.

## Злокачественные заболевания лимфоидной системы у детей
Хлорамбуцил можно применять для лечения болезни Ходжкина и неходжкинских лимфом у детей, используя те же схемы, что и у взрослых.

## Побочное действие
Определение частоты: очень часто (>1/10), часто (от >1/100 до <1/10), иногда (от > 1/1000 до <1/100) редко (от > 1/10000 до <1/1000), крайне редко (<1/10000).
Со стороны системы кроветворения: очень часто — лейкопения (обратима, если прием препарата прекращен своевременно), тромбоцитопения, лимфопения, нейтропения, снижение содержания гемоглобина; крайне редко — необратимое угнетение функции костного мозга.
Со стороны желудочно-кишечного тракта: часто — тошнота, рвота, диарея, изъязвления слизистой оболочки полости рта; редко — гепатотоксическое действие токсико-аллергического генеза (гепатонекроз или цирроз, холестаз, желтуха).
Со стороны дыхательной системы: крайне редко — интерстициальный фиброз легких (при длительном приеме хлорамбуцила), интерстициальная пневмония.
Аллергические реакции: иногда — кожная сыпь; редко — уртикароподобная сыпь, ангионевротический отек; крайне редко — мультиформная экссудативная эритема (синдром Стивенса-Джонсона), токсический эпидермальный некролиз (синдром Лайелла).
Со стороны нервной системы: часто — судороги у детей с нефротическим синдромом; редко — локальные и/или генерализованные судороги у детей и взрослых, получающих хлорамбуцил в терапевтических дозах ежедневно или курсы высокодозной пульс-терапии; крайне редко — неуверенность при ходьбе, тремор, мышечные подергивания, периферическая невропатия, парезы, возбуждение, спутанность сознания, выраженная слабость, тревожность, галлюцинации.
Со стороны мочевыделительноп системы: крайне редко — асептический цистит.
Прочие: лекарственная гипертермия, гиперурикемия или нефропатия, обусловленная повышенным образованием мочевой кислоты (результат быстрого распада клеток), нарушение менструального цикла, вторичная аменорея, азооспермия, вторичная малигнизация.

## Противопоказания к применению хлорамбуцила
- беременность;
- период кормления грудью;
- повышенная чувствительность к любому компоненту данного препарата.

С осторожностью (необходимо сопоставить риск и пользу) — угнетение функции костного мозга (выраженные лейкопения, тромбоцитопения и анемия); ветряная оспа (в настоящее время или недавно перенесенная), опоясывающий герпес, острые инфекционные заболевания вирусной, грибковой и бактериальной природы, инфильтрация костного мозга опухолевыми клетками, подагра (в анамнезе), нефроуролитиаз уратный, травма головы (в анамнезе), эпилепсия (в анамнезе), тяжёлые заболевания печени и почек.

### Применение хлорамбуцила при беременности и кормлении грудью
Хлорамбуцил противопоказан при беременности и в период кормления грудью.

### Применение при нарушениях функции печени
С осторожностью (необходимо сопоставить риск и пользу) тяжёлые заболевания печени.

### Применение при нарушениях функции почек
С осторожностью (необходимо сопоставить риск и пользу) — тяжёлые заболевания почек.

### Применение у детей
Хлорамбуцил можно применять для лечения болезни Ходжкина и неходжкинских лимфом у детей, используя те же схемы, что и у взрослых.

## Особые указания
Хлорамбуцил является цитотоксическим средством, которое следует применять только под контролем врача, имеющего опыт применения подобных препаратов.
При неповрежденной наружной оболочке соприкосновение таблеток хлорамбуцила с кожей безвредно. Деление таблеток запрещено. При использовании таблеток хлорамбуцила следует выполнять рекомендации по применению цитотоксических препаратов.
Поскольку хлорамбуцил может вызывать необратимое угнетение функции костного мозга, во время лечения необходимо систематически (не менее 2-3 раз в неделю) производить общий анализ крови с подсчетом форменных элементов периферической крови.
При применении в терапевтических дозах хлорамбуцил угнетает выработку лимфоцитов и в меньшей степени влияет на количество нейтрофилов и тромбоцитов, а также на уровень гемоглобина.
Нет необходимости прекращать прием хлорамбуцила при первых признаках снижения количества нейтрофилов, однако следует помнить, что снижение количества нейтрофилов может продолжаться в течение 10 и более дней после приема последней дозы.
Пациентам, ранее лечившимся цитостатическими препаратами или подвергавшимся лучевой терапии, хлорамбуцил назначают не ранее, чем через 1.5-2 мес после окончания предыдущего лечения, при условии отсутствия выраженной лейкопении, тромбоцитопении и анемии.
Дети с нефритическим синдромом, пациенты, получающие высокодозную пульс-терапию хлорамбуцилом, а также пациенты с судорожными припадками в анамнезе должны находиться под тщательным наблюдением врача в течение курса лечения хлорамбуцилом, поскольку у них может быть повышен риск развития судорог.
Больные с нарушениями выделительной функции почек должны находится под тщательным наблюдением, так как у них может развиться более выраженная миелосупрессия, связанная с азотемией.
При повышении концентрации мочевой кислоты в сыворотке крови рекомендуется применение средств, защелачивающих мочу. Развитие нефропатии можно предотвратить путём адекватного потребления жидкости или назначением аллопуринола при необходимости.
Больным с тяжёлыми нарушениями функции печени следует назначать меньшие дозы.
Так как использование алкилирующих средств ассоциировано со значительным повышением частоты развития острого лейкоза, при назначении хлорамбуцила необходимо сопоставлять риск возникновения острого лейкоза с потенциальным терапевтическим эффектом данного препарата.
Пациентам детородного возраста следует использовать надёжные методы контрацепции.

## Передозировка

### Симптомы
Обратимая панцитопения, повышенная возбудимость, атаксия, повторные эпилептоидные припадки типа grand mal. Специфический антидот не известен.

### Лечение
Немедленное промывание желудка, мониторинг и поддержание жизненно важных функций организма, тщательный контроль анализов крови и общие поддерживающие мероприятия, в том числе переливание крови или её компонентов по показаниям. Диализ не эффективен.

## Лекарственное взаимодействие
При одновременном применении с лекарственными средствами, угнетающими кроветворения, возможно усиление миелотоксичности.
При одновременном применении с противоподагрическими средствами требуется корректировка доз последних (хлорамбуцил может повышать концентрацию мочевой кислоты в крови).
Трициклические аитидепрессанты, а также галоперидол, мапротилин, ингибиторы моноаминооксидазы, фенотиазины, тиоксантены могут снижать порог судорожной активности и повышать риск возникновения судорожных припадков.
Препараты, интенсивно связывающиеся с белками плазмы, повышают токсичность хлорамбуцила (конкуренция на уровне связи с белком).
С инактивированными вирусными вакцинами — снижение выработки антител в ответ на введение вакцины; с живыми вирусными вакцинами — интенсификация процесса репликации вакцинного вируса, усиление его побочных/неблагоприятных эффектов и/или снижение выработки антител.